# 变频电动机
变频电动机是变频器驱动电动机的统称。实际上为变频器设计的电机为变频专用电机，由传统的鼠笼式电动机发展而来。传统鼠笼式电动机的风机是由电机驅動，变频电动机會使用独立電源的风机，避免馬達低速時因風扇轉速慢，導致散熱不佳的問題，并且提高电机绕组的绝缘性能
，有些变频电动机也會加裝旋轉編碼器作為速度或位置的回授
。一般來說，变频电动机在低频调速和散热等方面的性能比普通的鼠笼式电动机优越。
若是在要求不高的场合，如小功率和在额定频率工作情况下，可以用普通鼠笼式电动机代替，但馬達需有良好的散熱，而且一般鼠笼式电动机主要是運作在额定工作频率，变频电动机可能在較低的頻率連續運轉，因此鼠笼式电动机需有較低的最低轉速。

## 与普通电机的区别
- 散热系统不一样，普通电机变频过低时，可能会因过热而烧掉。变频电机有额外的散热系统，散热要优于普通电机。
- 变频电机要承受高频磁场，因此绝缘等级要比普通电机高。
- 变频电机增大了电磁负荷。
- 变频电机可以在调速范围内调速而不会损坏，普通电机也可以变频使用，但是范围比较小。
- 变频电机适于频繁启动、频繁调整、频繁制动。

## 外部連結
- Fundamentals of Inverter–Fed Motors（页面存档备份，存于）